# Isometria dello spazio iperbolico
In geometria, una isometria dello spazio iperbolico è una isometria dello spazio iperbolico {\displaystyle \mathbb {H} ^{n}}. Si tratta cioè di un movimento rigido dello spazio, cioè una funzione che sposta tutti i punti dello spazio mantenendo le distanze fra questi. 
Le isometrie dello spazio iperbolico si comportano per alcuni aspetti in modo simile a quelle dello spazio euclideo, ma sono più ricche di queste in altri aspetti. Possono essere studiate efficacemente tramite la sfera all'infinito. 
Le isometrie dello spazio iperbolico formano un gruppo. 

## Definizione
Una isometria di {\displaystyle \mathbb {H} ^{n}} è un diffeomorfismo che preserva il tensore metrico. In particolare, preserva la distanza fra punti, le geodetiche, gli angoli fra curve e i volumi.

## Lo spazio iperbolico è omogeneo e isotropo
Nello spazio euclideo {\displaystyle \mathbb {R} ^{n}}, esempi di isometrie sono le traslazioni e le rotazioni. Tramite queste isometrie è possibile spostare punti e rette a piacimento: la stessa proprietà vale anche nello spazio iperbolico.
Come lo spazio euclideo, anche lo spazio iperbolico {\displaystyle \mathbb {H} ^{n}} è infatti omogeneo e isotropo: i punti e le rette sono tutti indistinguibili. Più precisamente, per ogni coppia di punti {\displaystyle P} e {\displaystyle Q}, e per ogni coppia di rette {\displaystyle r} e {\displaystyle s} passanti rispettivamente per {\displaystyle P} e {\displaystyle Q}, esiste una isometria dello spazio che manda {\displaystyle P} in {\displaystyle Q} e {\displaystyle r} in {\displaystyle s}. Questo fatto può essere mostrato agevolmente scegliendo il modello più appropriato.
Nel modello del semispazio, il punto {\displaystyle (0,\ldots ,0,1)} può essere spostato su un arbitrario {\displaystyle (X_{1},\ldots ,X_{n})} tramite la composizione delle isometrie
{\displaystyle f(x_{1},\ldots ,x_{n})=(x_{1}+X_{1},\ldots ,x_{n-1}+X_{n-1},x_{n})}
e
{\displaystyle g(x_{1},\ldots ,x_{n})=(X_{n}x_{1},\ldots ,X_{n}x_{n}).}
Quindi è possibile spostare {\displaystyle P} e {\displaystyle Q} su un punto arbitrario. Nel modello del disco di Poincaré, si può supporre che {\displaystyle P=Q} sia l'origine {\displaystyle (0,\ldots ,0)}. A questo punto, {\displaystyle r} e {\displaystyle s} sono due rette passanti per l'origine, e possono essere portate l'una nell'altra tramite una opportuna rotazione del disco (centrata nell'origine).

## Sfera all'infinito
Nel modello del disco di Poincaré {\displaystyle B^{n}}, la sfera all'infinito dello spazio iperbolico {\displaystyle \mathbb {H} ^{n}} è il bordo {\displaystyle \partial B^{n}} del disco. Si tratta quindi della sfera {\displaystyle S^{n-1}} di dimensione {\displaystyle n-1}
{\displaystyle S^{n-1}={\big \{}x\in \mathbb {R} ^{n}\ {\big |}\ |x|=1{\big \}}.}
La sfera all'infinito può essere definita in modo intrinseco a partire da {\displaystyle \mathbb {H} ^{n}}, a prescindere dal modello. Viene indicata con {\displaystyle \partial \mathbb {H} ^{n}}. Aggiungendo allo spazio iperbolico la sfera all'infinito, si ottiene uno spazio che viene indicato con 
{\displaystyle {\overline {\mathbb {H} ^{n}}}=\mathbb {H} ^{n}\cup \partial \mathbb {H} ^{n}.}
Come spazio topologico, {\displaystyle {\overline {\mathbb {H} ^{n}}}} è omeomorfo al disco chiuso
{\displaystyle D^{n}=\{x\in \mathbb {R} ^{n}\ |\ |x|\leq 1\}=B^{n}\cup S^{n-1}.}
Si tratta quindi di uno spazio compatto. Il procedimento di compattificazione tramite aggiunta di "punti all'infinito" è simile al passaggio dallo spazio euclideo a quello proiettivo.

## Tipi di isometrie
Una isometria dello spazio iperbolico 
{\displaystyle f:\mathbb {H} ^{n}\to \mathbb {H} ^{n}}
si estende al bordo. Esiste cioè un unico omeomorfismo
{\displaystyle {\bar {f}}:{\overline {\mathbb {H} ^{n}}}\to {\overline {\mathbb {H} ^{n}}}}
che coincide con {\displaystyle f} all'interno del disco, cioè su {\displaystyle \mathbb {H} ^{n}}. La funzione {\displaystyle {\bar {f}}} non può essere globalmente un'isometria, per un motivo semplice: lo spazio {\displaystyle {\overline {\mathbb {H} ^{n}}}} non è uno spazio metrico, poiché la distanza è definita solo al suo interno, su {\displaystyle \mathbb {H} ^{n}}, ma non sul bordo (i punti al bordo non sono veri e propri punti dello spazio iperbolico: sono all'infinito e quindi hanno informalmente distanza infinita rispetto a quelli interni).
Il teorema del punto fisso di Brouwer asserisce che ogni omeomorfismo del disco chiuso {\displaystyle D^{n}} in sé ha un punto fisso. Tale teorema, che non è valido sulla palla aperta {\displaystyle B^{n}}, garantisce quindi l'esistenza di un punto fisso per la funzione estesa {\displaystyle {\bar {f}}} (ma non per {\displaystyle f}). 
Una isometria {\displaystyle f} che preservare l'orientazione dello spazi iperbolico è detta:
- ellittica se ha un punto fisso in {\displaystyle \mathbb {H} ^{n}},
- parabolica se non ha punti fissi in {\displaystyle \mathbb {H} ^{n}} e ne ha uno al bordo {\displaystyle \partial \mathbb {H} ^{n}},
- iperbolica se non ha punti fissi in {\displaystyle \mathbb {H} ^{n}} e ne ha due al bordo {\displaystyle \partial \mathbb {H} ^{n}}.

Non vi sono altre possibilità oltre a quelle elencate.

## Varietà iperboliche complete
Ogni varietà iperbolica completa è ottenibile come quoziente dello spazio iperbolico per un gruppo di isometrie che agisce in modo libero e propriamente discontinuo. In particolare, una tale isometria non deve avere punti fissi in {\displaystyle \mathbb {H} ^{n}}.
Se la varietà iperbolica è orientabile, il gruppo è formato da isometrie che preservano l'orientazione. Tali isometrie sono quindi iperboliche o paraboliche (le ellittiche sono escluse perché hanno punti fissi in {\displaystyle \mathbb {H} ^{n}}). Se la varietà è compatta, tutte le isometrie sono iperboliche.